# Chamelaucium
Chamelaucium es un género de arbustos endémicos del oeste de Australia que pertenecen a la familia Myrtaceae y tienen flores similares a los árboles del té Leptospermum. La especie más conocida es  Chamelaucium uncinatum, la cual es cultivada ampliamente como planta ornamental por sus atractivas flores. 

## Especies
- Chamelaucium affine Meisn.
- Chamelaucium aorocladus
- Chamelaucium axillare
- Chamelaucium brevifolium
- Chamelaucium brownii Desf.
- Chamelaucium ciliatum
- Chamelaucium confertiflorum
- Chamelaucium conostigmum
- Chamelaucium croxfordiae
- Chamelaucium dilatatum J.R.Drumm.
- Chamelaucium drummondii
- Chamelaucium erythrochlorum
- Chamelaucium floriferum
- Chamelaucium forrestii
- Chamelaucium foustinellum
- Chamelaucium gracile F.Muell.
- Chamelaucium griffinii
- Chamelaucium hallii Ewart
- Chamelaucium halophilum
- Chamelaucium hamatum
- Chamelaucium heterandrum Benth.
- Chamelaucium juniperinum
- Chamelaucium leptocaulum
- Chamelaucium lullfitzii
- Chamelaucium marchantii
- Chamelaucium megalopetalum
- Chamelaucium micranthum
- Chamelaucium naviculum
- Chamelaucium oenanthum
- Chamelaucium pauciflorum
- Chamelaucium paynterae
- Chamelaucium plumosum, Desf.
- Chamelaucium psammophilum
- Chamelaucium repens
- Chamelaucium roycei
- Chamelaucium schuermannii, F.Muell.
- Chamelaucium thomasii, F.Muell.
- Chamelaucium uncinatum
- Chamelaucium verticordinum F.Muell.
- Chamelaucium virgatum